# Symphony Honolulu
Le Symphony Honolulu  ou Symphony Tower est un gratte-ciel de 122 mètres de hauteur construit de 2014 à 2016  à Honolulu dans les îles Hawaï aux États-Unis.
Il abrite 388 logements sur 45 étages.
Les architectes sont l'agence Gensler et l'agence Architects Hawaii Ltd
Le promoteur ("developer") est la société OliverMcMillan